# Émile Bin
Pour les articles homonymes, voir Bin.
Émile Bin, né à Paris le 10 février 1825 et mort à Marly-la-Ville le 4 septembre 1897, est un artiste peintre, graveur et homme politique français.

## Biographie

### Formation et carrière
Fils de Marie Louise Cécile, ou Marie Cécile Nicole Gosse (1791-1867), reconnu en 1832 par son père le peintre Jean-Baptiste François Bin, Émile Bin commença par suivre l'enseignement paternel, puis, entre 1837 et 1840, étudia auprès de son oncle maternel, le peintre Nicolas Gosse. Il fut ensuite l'élève de Léon Cogniet et entra le 30 mars 1842 à l'École des beaux-arts de Paris, où il remporta en 1850 le premier second grand prix de Rome sur le sujet de Zénobie trouvée sur les bords de l'Araxe. Il envisagea de retenter ce concours l'année suivante, sur le sujet de La Mort de Paralus, avant d'y renoncer.
Dès 1845, il exposa au Salon des peintures d'histoire et des portraits. En tant que peintre décorateur, il orna de ses réalisations des hôtels particuliers (bibliothèque de l'hôtel Pillet-Will, rue Moncey, hôtels Grellou, Millaud, Osmond, Pereire, boulevard Malesherbes, Lesoufaché et Erlanger, à Paris, ainsi que l’hôtel Hecht, à Strasbourg, quai Kléber, et les hôtels Dauphinot, Holden et Hourlier à Reims), des monuments publics (musée des Souverains, École polytechnique fédérale de Zurich entre 1864 et 1868, Grand Théâtre de Reims en 1873 et théâtre de Chambéry, Hôtel de Ville de Poitiers, École supérieure de pharmacie, amphithéâtre du muséum national d'histoire naturelle), des établissements privés parisiens (salon Louis XV de l'atelier de Disdéri, boulevard des Italiens, Crédit mobilier, premier et deuxième étages du Grand Hôtel et, en collaboration avec son oncle, les peintures d'histoire décoratives de la grande salle de l'hôtel du Louvre) et des églises de la capitale (Saint-Nicolas-du-Chardonnet, Saint-Sulpice).
Dans le cadre de l'exposition universelle de 1867, il réalisa, en collaboration avec les sculpteurs Godin et Mallet, le décor des bâtiments (temple, selamlik et galeries) de la section vice-royale égyptienne construits par Jacques Drevet, ce qui lui valut d'être décoré de l'Ordre du Médjidié.

En 1871, la Russie lui commanda trois grandes compositions, La Guerre, La Paix et La Famine (ou La Peste).
Bin admirait particulièrement l'Art de Michel-Ange et celui de Raphaël, qui inspirèrent la fermeté du trait et le style très sculptural de ses propres compositions. En 1866, accompagnant à Rome son meilleur élève et collaborateur, Joseph Blanc, il visita exclusivement la chapelle Sixtine et la Farnésine. Le goût de Bin pour les scènes historiques et anecdotiques et sa prédilection pour les nus mythologiques le classent parmi les peintres académiques de la seconde moitié du XIXe siècle.
Peintre reconnu, Bin fut nommé chevalier de la Légion d'honneur en février 1878. Installé à Montmartre (place de l'Abbaye, puis rue du Château-Rouge, puis rue Cauchois et rue Caulaincourt) dès le début du Second Empire, Bin fit partie de la Société des Éclectiques pour laquelle il réalisa plusieurs gravures à l'eau-forte.
En 1880, il participa à la fondation de la Société des artistes français et, en 1881, à l'organisation du Salon des artistes français. En 1882, il publia un Projet d'association syndicale des artistes français.

### Élèves
Ayant ouvert son propre atelier en 1876, il eut de nombreux élèves :
- Étienne Beaumetz
- Joseph Blanc (1846-1904)
- Charles-Xavier-Jules Blu
- Alfred de Richemont
- Maurice Eliot
- William Hall-Maxwell
- Ernest Victor Hareux
- Heill
- Edmond Jeron
- Albert-Antoine Lambert
- Henri Laurent-Desrousseaux
- Charles Léandre
- Henry-Léon Mabboux
- Pierre-Adhémar Marquant-Vogel
- Gaston-Charles Marquet
- Louise Milliet
- Paul Milliet, frère de la précédente
- Alfred-Paul-Marie de Richemont
- Auguste-Félix Rippoz
- Henri Rivière
- Schiff
- Paul Signac
- Paul-Léon Simonet
- François Thévenot
- Eugène Vavasseur[10]

### Engagement politique

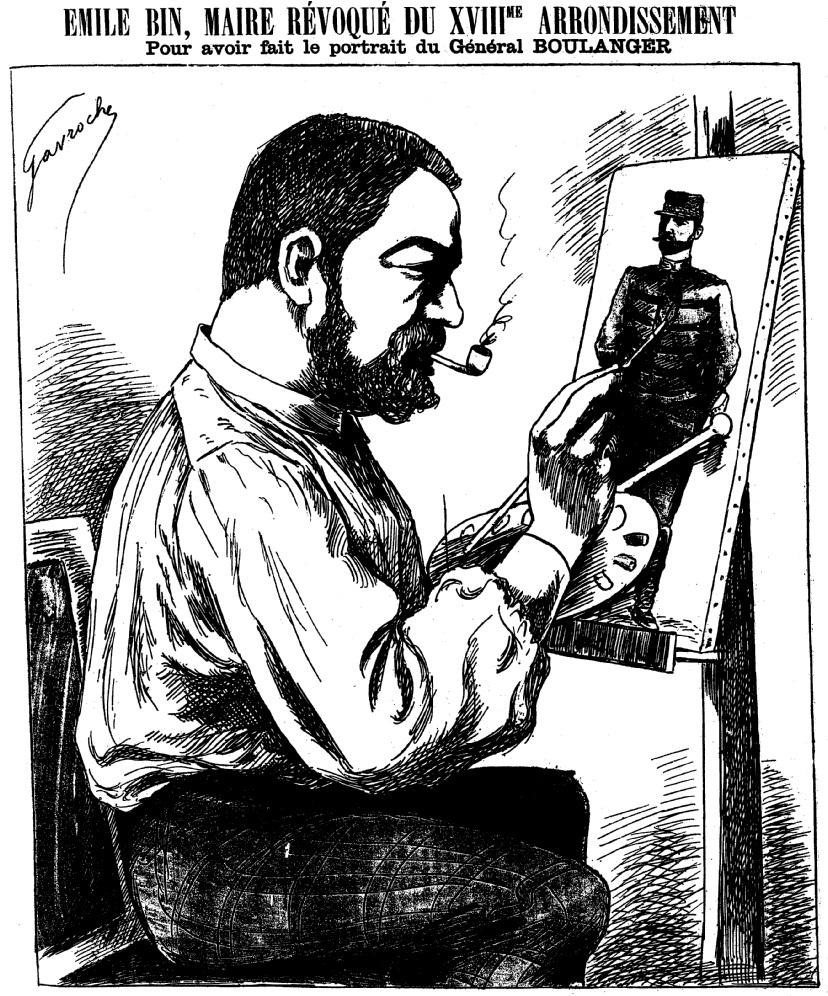
Caricature de Bin parue dans le journal satirique boulangiste La Diane (1889).

Républicain, Émile Bin aurait combattu sur les barricades en 1848 et en 1851. Cet engagement ne l'empêcha pas de faire de carrière sous l'Empire, mais il refusa d'être confondu parmi les artistes officiels du régime et c'est avec regret qu'il aurait accepté - pour subvenir aux besoins de sa famille - la commande d'un portrait de Napoléon III pour la mairie de Montmartre (1855).

Pendant le siège de Paris (1870), Bin fut nommé membre du Conseil d'armement et de subsistances mais, par la suite, il refusa de prendre une part active à la Commune et préféra se retirer à Argentan pendant les troubles. Il dut toutefois rendre compte de sa conduite devant un conseil de guerre versaillais, qui reconnut son innocence.

Anticlérical, Bin était proche de l'extrême-gauche radicale. Ainsi, le 22 avril 1873, dans le cadre de la campagne électorale de Désiré Barodet, l'atelier de l'artiste accueillit une réunion politique à laquelle assista son ami Georges Clemenceau ainsi que Tony Révillon et Cantagrel.
Adjoint au maire du 18e arrondissement de Paris depuis 1878, Bin devint maire en 1883. C'est pendant son mandat que furent inaugurés le pont de la rue Caulaincourt ainsi que le marché de La Chapelle et que fut posée la première pierre de l'actuelle mairie de la rue Ordener (que Bin aurait toutefois préféré voir installée dans un lieu aussi central que la place des Abbesses). En 1886, Bin fut l'un des cofondateurs de la société du « Vieux Montmartre ».
En septembre 1889, il fut révoqué de ses fonctions municipales pour « cause de boulangisme » lors de la répression de ce mouvement par le ministre de l'Intérieur, Constans.

La Diane, une feuille satirique boulangiste, affirma que Bin avait été sanctionné pour avoir peint un portrait du général Boulanger (exposé au Salon de 1888), mais l'artiste avait également réalisé le portrait de Clemenceau, son ami radical. Autre organe du mouvement « républicain national », La Presse de Laguerre avança que la révocation de Bin (dont l'affection pour le général « n'était pas bien ardente ») et son remplacement par l'adjoint Wigghishoff avaient surtout été inspirés par l'adversaire socialiste du général, Jules Joffrin, en vue des élections législatives de septembre 1889. Bin lui-même penchait pour cette dernière explication.

Après avoir été proche du mouvement boulangiste (comme l'attestaient plusieurs lettres saisies lors de l'instruction contre Boulanger, Rochefort et Dillon), Bin s'en était démarqué pour se réaffirmer comme « radical socialiste » et se déclarer favorable au parlementarisme honni par le parti de la révision constitutionnelle. Il aurait même participé à des manifestations anti-boulangistes. Cependant, c'est bien sous l'étiquette de « républicain révisionniste » qu'il se présenta, deux semaines après sa révocation, aux élections législatives avant de retirer sa candidature dans les jours ayant précédé le second tour du scrutin qui opposa le boulangiste Laisant au radical Lafont.
Républicain et patriote avant tout, Bin réalisa avec ses élèves des arcs de triomphe éphémères élevés rue Lepic pour les fêtes du 14 juillet 1880 et 1881, représentant respectivement La République sortant des ruines de la Bastille (en grisaille) et La République éclairant le monde (sur un transparent).

En 1889, à l'occasion du centenaire de la Révolution française, il exécuta un « Musée historique » de vingt grandes toiles pour le diorama des Buttes-Chaumont retraçant les moments marquants du siècle écoulé en insistant sur les épisodes de la lutte pour la Liberté, de La Prise de la Bastille jusqu'à L’Apothéose de la République en passant par La Proclamation du suffrage universel en 1848, La Mort de Baudin ou encore Le Départ de Gambetta pendant le siège.

## Œuvres

### Peinture, dessin
| Tableau | Titre                                                                                | Date       | Dimensions   | Notes | Lieu de conservation                                                                    |
| ------- | ------------------------------------------------------------------------------------ | ---------- | ------------ | ----- | --------------------------------------------------------------------------------------- |
|         | Zénobie retrouvée sur les bords de l'Araxe                                           | 1850       |              |       | Localisation actuelle inconnue                                                          |
|         | Périclès au lit de mort de son fils                                                  | 1851       |              |       | Localisation actuelle inconnue                                                          |
|         | Portrait du consul Fourcade                                                          | 1852       | 82 x 66 cm   |       | Collection particulière                                                                 |
|         | Portrait de Jean-Baptiste-Philibert Vaillant, maréchal de France                     | 1853       |              |       | Versailles, musée national du château                                                   |
|         | Le baptême de Clovis par saint Rémy                                                  | vers 1855  | 250 × 170 cm |       | Localisation actuelle inconnue, autrefois à Saint-Rémy-sur-Durolle, mairie              |
|         | Portrait d'Esprit-Victor-Elisabeth-Boniface, comte de Castellane, maréchal de France | 1857       | 215 × 140 cm |       | Versailles, musée national du château                                                   |
|         | Persée et Andromède                                                                  | 1865       | 258 × 322 cm |       | Tours, musée des Beaux-Arts                                                             |
|         | Hercule frappé de démence                                                            | 1866       | 404 × 327 cm |       | Nantes, Musée d'arts de Nantes                                                          |
|         | L'Illyssus                                                                           | 1867       | 127 × 227 cm |       | Cahors, musée Henri-Martin                                                              |
|         | La naissance d'Eve                                                                   | 1868       | 330 × 400 cm |       | Le Puy-en-Velay, musée Crozatier                                                        |
|         | Prométhée enchaîné                                                                   | 1869       | 560 × 425 cm |       | Localisation actuelle inconnue, autrefois à Marseille, musée des Beaux-Arts             |
|         | La mort de la Vierge (esquisse)                                                      | 1869       | 45 × 24,2 cm |       | Paris, musée du Petit Palais                                                            |
|         | L'Assomption de la Vierge (esquisse)                                                 | 1869       | 45 × 24,2 cm |       | Paris, musée du Petit Palais                                                            |
|         | Le Bûcheron et l'Hamadryade Aïgeïros                                                 | 1870       | 117 × 88 cm  |       | Cherbourg, Musée Thomas-Henry                                                           |
|         | Hippomène et Atalante                                                                | avant 1870 | 320 × 260 cm |       | Issoudun, musée de l'hospice Saint-Roch                                                 |
|         | Héraklès Théraphonios : Hercule, tueur de bêles, l'affût                             | 1872       | 270 × 355 cm |       | détruit en 1914 à Reims, musée des Beaux-Arts                                           |
|         | La Tragédie pour le plafond du grand foyer public de l'Opéra de Reims                | vers 1872  |              |       | Reims, musée des Beaux-Arts                                                             |
|         | La Comédie pour le plafond du grand foyer public de l'Opéra de Reims                 | vers 1872  |              |       | Reims, musée des Beaux-Arts                                                             |
|         | Vénus Astarté                                                                        | 1874       | 221 × 114 cm |       | Auxerre, musée d'art et d'histoire                                                      |
|         | Orphée tué par les Bacchantes                                                        | 1874       | 139 × 114 cm |       | Collection particulière                                                                 |
|         | Ave Cesar, scoparii te salutant                                                      | 1875       |              |       | Localisation actuelle inconnue                                                          |
|         | Allégorie des Arts (esquisse)                                                        | 1880       | 113 × 134 cm |       | Paris, musée du Petit Palais                                                            |
|         | Orphée tué par les Bacchantes                                                        | 1882       |              |       | Localisation actuelle inconnue, autrefois à Fort-de-France, préfecture de la Martinique |
|         | La Boivre                                                                            | vers 1882  |              |       | Poitiers, hôtel de Ville                                                                |
|         | Le Clain                                                                             | vers 1882  |              |       | Poitiers, hôtel de Ville                                                                |
|         | Allégorie de la ville de Poitiers                                                    | 1884       |              |       | Poitiers, hôtel de Ville                                                                |
|         | Sisyphe                                                                              | 1895       |              |       | Localisation actuelle inconnue                                                          |

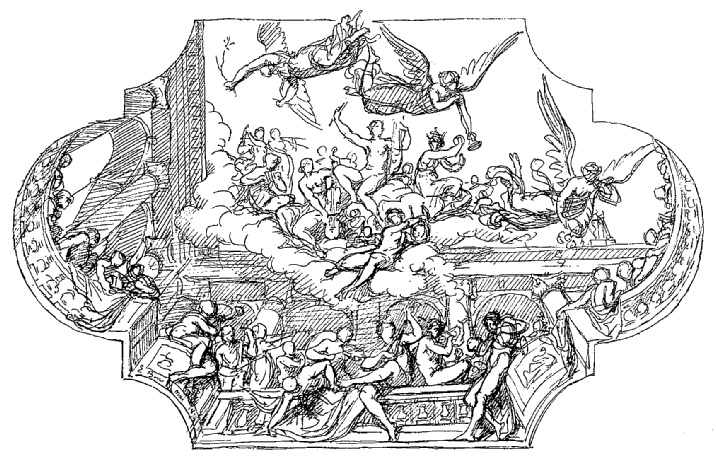
L'Harmonie, croquis pour le plafond du palais de la Légion d'honneur (avant 1876)

- Portrait de M. F. A[dam], exposé au Salon de 1845.
- Ecce homo, 1846.
- Mort du Christ, exposé au Salon de 1847.
- Portraits de M. et de Mlle V…, exposés au Salon de 1848.
- Portait de M. Ch. V…, exposé au Salon de 1848.
- Portrait de Mlle Marie F…, exposé au Salon de 1849.
- Portrait du général Sauboul, entre 1847 et 1849.
- Portrait de M. le général de Castellane, exposé au Salon de 1850 (mention honorable).
- Portrait de M. et Mme …, exposé au Salon de 1850.
- Portrait de M. L. de L…, exposé au Salon de 1850.
- Portrait du consul Fourcade, 1852.
- Samson et Dalila, refusé par le jury du Salon de 1852.
- Jésus enfant sur les genoux de la sainte Vierge, 1853 (pour l'église de Marly-la-Ville).
- Portrait de l'Empereur, 1855 (pour la mairie de Montmartre).
- Martyre de saint Pothin, exposé au Salon de 1859 (détruit avant 1879[3]).
- La Charité (carton), exposé au Salon de 1859.
- Pœoete non dolet (Arria et Pœtus, d'après une anecdote de Pline le Jeune), exposé au Salon de 1861 (mention honorable).
- Orphée mis à mort par les bacchantes, exposé au Salon de 1863 (mention honorable ; acquis par l’État en 1881 et attribué en 1883 à l'hôtel du gouverneur de Martinique à Saint-Pierre).
- Sainte Anne et saint Joachim, 1864 (pour l'église Saint-Nicolas-du-Chardonnet).
- Atalante et Hippomène, exposé au Salon de 1864 (acquis par l’État en 1891 et attribué l'année suivante au musée d'Issoudun).
- Jésus reconnu par Sainte-Madeleine dans le jardin du sépulcre, exposé au Salon de 1865 (commandé par la préfecture de la Seine pour l'église de Gennevilliers).
- L'Illyssus et Le Céphise, fragments du plafond de la grande salle du Polytechnicum de Zurich, exposés au Salon de 1867 (L'Illyssus a été acquis par l’État en 1881 et déposé en 1889 au musée de Cahors Henri-Martin).
- Minerve, Thésée et Hercule (carton), fragments du plafond de la grande salle du Polytechnicum de Zurich, exposés au Salon de 1868.
- Portrait de M. Savoy, exposé au Salon de 1869 (vendu aux enchères en 2009).
- Portrait de M. Lagondeix, exposé au Salon de 1870.
- Naissance de Minerve (carton), motif central du plafond exécuté au École polytechnique de Zurich, exposé au Salon de 1870.
- La Mort de la Vierge (carton pour le pourtour de l'autel de la Vierge à Saint-Sulpice), exposé au Salon de 1870.
- Apollon et les Muses, Vendangeuse, Fileuse, Renommées, peintures pour la coupole de la salle, la galerie centrale du foyer et les salons du théâtre de Reims, exposées au Salon de 1873.
- L'Assomption, La Mort de la Vierge, pourtour de l'autel de la Vierge à Saint-Sulpice, toiles marouflées exposées au Salon de 1874.
- Prométhée et les Océanides, Hamlet et le fossoyeur, Horace tue Camille, Gennaro poignarde Lucrèce ; Stichas, danse bacchique, Maître Pathelin et Agnelet, Tartuffe et Elmire, Le Barbier de Séville, Rachel, Talma, Frédérick Lemaître, Mlle Mars, Baron, Préville (peintures sur fond de mosaïque or), pour le grand foyer et les salons du théâtre de Reims, exposées au Salon de 1874.
- L'Harmonie, plafond pour la salle à manger du palais de la Grande Chancellerie de la Légion d'honneur, commandé en 1874 et exposé au Salon de 1876.
- Portrait de M. Mallet, exposé au Salon de 1877.
- Portrait de M. H…, exposé au Salon de 1878.
- Portrait de M. de Marcère, exposé au Salon de 1879.
- Portrait de M. le Dr Clémenceau, député[25], exposé au Salon de 1880.
- La rivière le Clain et La rivière la Boivre, figures décoratives pour le plafond de la salle du conseil municipal de l'Hôtel de Ville de Poitiers, exposées au Salon de 1881.
- Plafond destiné à la salle du conseil municipal de l'Hôtel de Ville de Poitiers, exposé au Salon de 1882.
- Portrait de M. E. Engel, exposé au Salon de 1882.
- Mort à la peine (d'après un poème de Félix Jahyer), exposé au Salon de 1883 (appartenait alors à M. Vallois).
- Portrait de M. Fernoux, exposé au Salon de 1883 (appartenait alors au modèle).
- Salmacis et Hermaphrodite, exposé en 1883 au Cercle franc-comtois[26].
- Portrait de M. G. de Mortillet, exposé au Salon de 1884.
- Portrait de M. Berge, 1885.
- La confiance mal placée, exposé au Salon de 1886 (appartenait alors à M. Albert Rousseau).
- Portrait de Mme R[ousseau], exposé au Salon de 1887 (appartenait alors à M. Albert Rousseau).
- Portrait de Mme D[eschamps], exposé au Salon de 1887 (appartenait alors à M. le docteur L. Deschamps).
- Portrait de M. le général Boulanger, exposé au Salon de 1888 (appartenait alors au modèle).
- Portrait de M. Duché, exposé au Salon de 1888 (appartenait alors au modèle).
- Portrait de M. Gustave Hubbard, député, exposé au Salon de 1890 (appartenait alors au modèle).
- Portrait de Mme Lattès, exposé au Salon de 1890 (appartenait alors à M. Lattès).
- Portrait de M. L., exposé au Salon de 1891 (appartenait alors au modèle).
- Portrait de M. B[ernbled], exposé au Salon de 1894 (appartenait alors au modèle).
- Portrait de Mme A. U…, exposé au Salon de 1895.

Œuvres d'Émile Bin
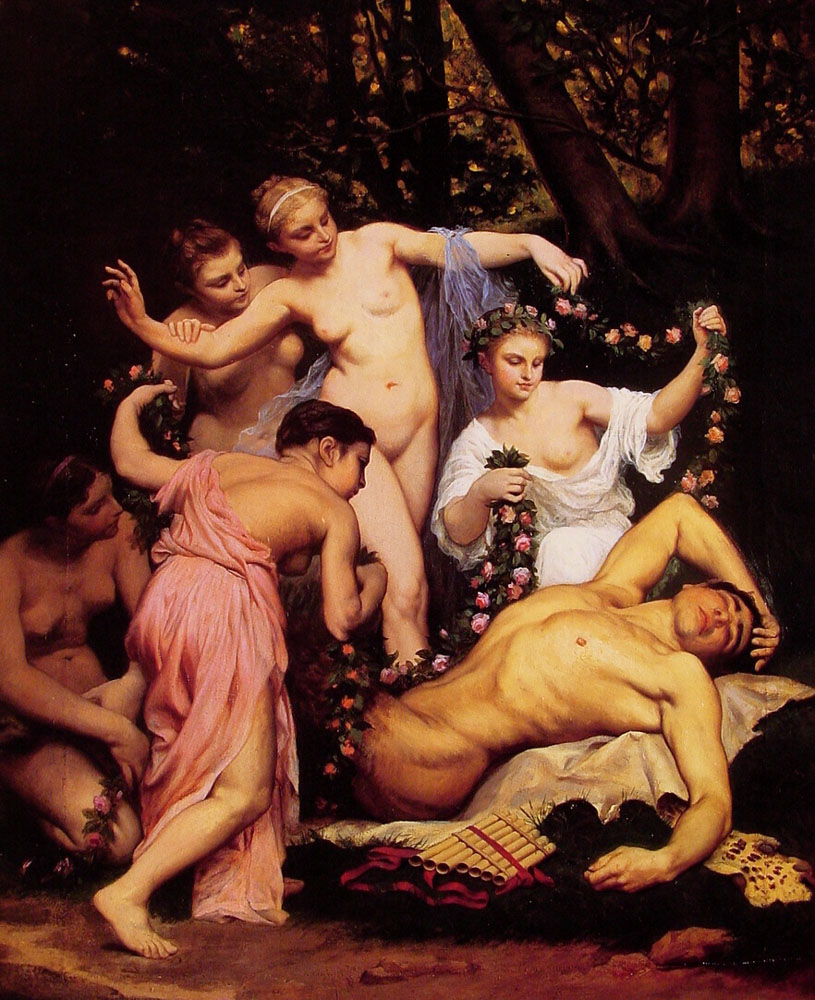
Un faune surpris par des nymphes, exposé en 1881 au Salon d'informations de La Presse[27].

### Gravure, illustration
- Alexandre Pothey, La Muette, Daffis, 1870
- Société des Éclectiques, Almanach fantaisiste pour 1882, Paris, Lemerre, 1881
- Société des Éclectiques, Almanach du vieux Paris pour 1884, Paris, Lemerre, 1883
- Menus pour le dîner des Éclectiques, vers 1880

### Sculpture
- Portrait de M. Lagondeix, buste, plâtre, exposé au Salon de 1869

## Décorations
- Chevalier de la Légion d'honneur en 1878[28]